# Zsinkó Vilmos
Zsinkó Vilmos (Rimaszombat, 1911. február 2. – Spanyolország, 1938. augusztus 7.) vasmunkás, pártmunkás. 

## Élete
Herbacsók Erzsébet fia. Tanoncként kezdte a Watt-féle elektromos műveknél, majd 16 éves korában belépett a Nemesfémipari Munkások Szakszervezetébe, a következő évben pedig a KIMSZ-be. 19 éves korában sztrájkot robbantott ki gyárában, s emiatt egyévnyi börtöntüntetésre ítélték. Az események eredményeként a KIMSZ titkárságába is bevonták, s 1932-ben már Moszkvában vett részt a Kommunista Ifjúmunkás Internacionálé VB ülésén, ezután pedig pártiskolára küldték, s csak a következő évben tért vissza Magyarországra. A spanyol polgárháború idején Spanyolországba utazott, s a Nemzetközi Brigád soraiban harcolt, mígnem az ebrói fronton életét vesztette. 